# All Inclusive
All Inclusive è un film del 2010 diretto da David Zamagni e Nadia Ranocchi, interpretato da Ambra Senatore, Luca Camilletti, Sara Masotti, Monaldo Moretti, Rosanna Semprini, Manuel Zani.
Prodotto dalla ZAPRUDER filmmakersgroup, dallo Steirischer Herbst e da Leonardo Monti con il supporto del Regione Emilia-Romagna e della Provincia di Forlì-Cesena e da Xing, il film è girato nella Torre Fiat di Marina di Massa.

## Trama
L'Hotel Joule si riorganizza per la nuova stagione assumendo Miss Ambra e dando avvio ai lavori di restauro. Miss Ambra si butta a capofitto nel nuovo lavoro con grande serietà ed aspettative. Intransigenza e perfezionismo diventano per lei l'ossessione che la porterà a sostituirsi alle mansioni dei suoi collaboratori, perdendo così la consapevolezza della propria identità.

## Stereoscopia
In All Inclusive l'uso del 3D viene applicato sul bianco e nero e su lunghi piani sequenza, sperimentando il mezzo nella profondità di campo delle immagini ricche di elementi in aggetto.

## Festival
Nel 2010 il film fu presentato nella sezione "Fuori Concorso" alla 67ª Mostra internazionale d'arte cinematografica di Venezia e allo Steirischer Herbst 2010.